# Радіаційний фон

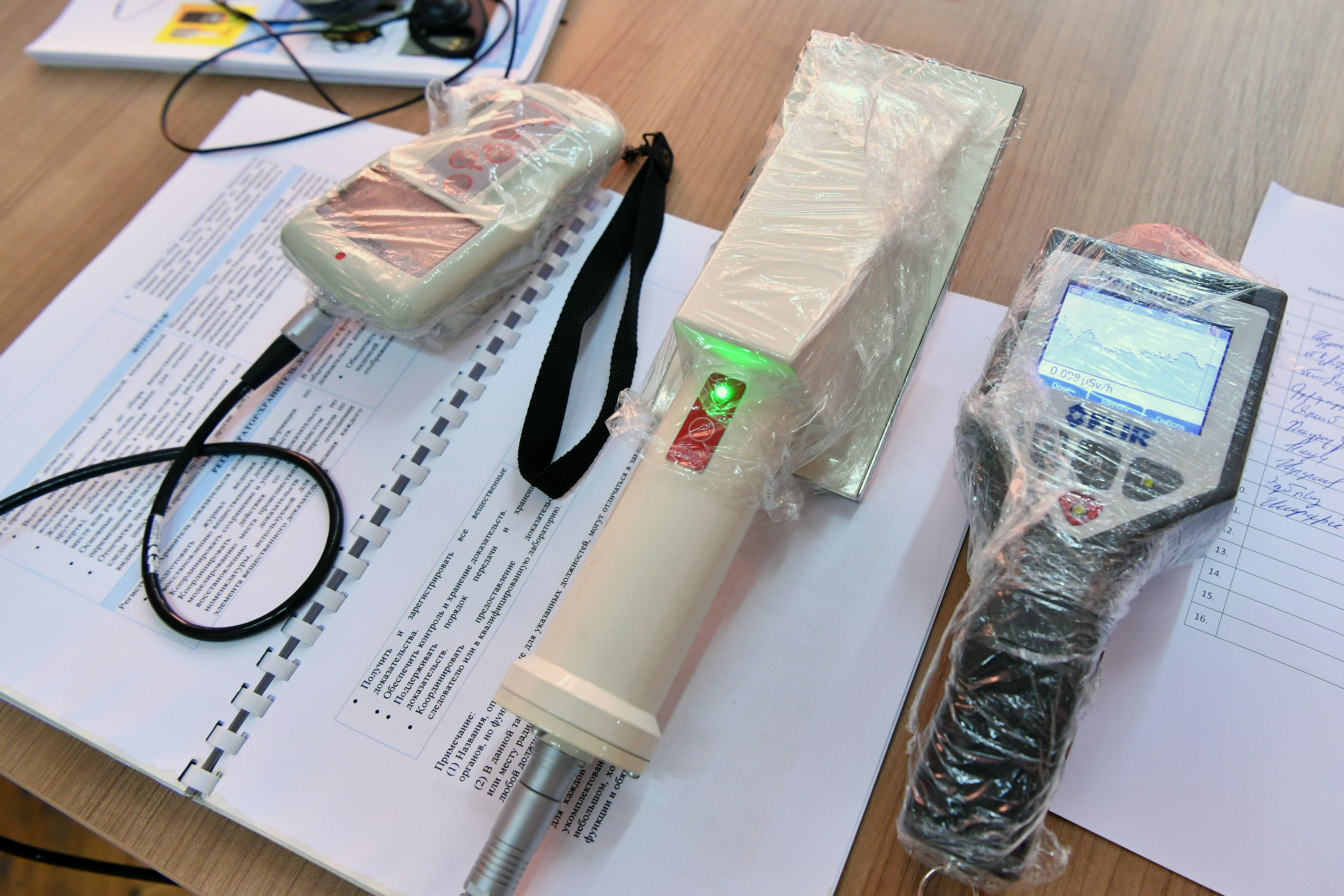
Різні прилади для виміру радіаційного фону для аварійно-рятувальних служб та правоохоронних органів

Радіаційний фон — це міра рівня іонізуючого випромінювання, що знаходиться в навколишньому середовищі в певному місці, яке не пов'язане з навмисним введенням джерел випромінювання.
Радіаційний фон походить від багатьох джерел, як природних, так і штучних. До них відносяться як космічне випромінювання, так і радіоактивність довкілля від природних радіоактивних матеріалів (таких як радон та радій), а також штучне медичне рентгенівське випромінювання, глобальні випадання внаслідок випробувань ядерної зброї та радіаційних аварій.

## Визначення
Радіаційний фон визначається Міжнародним агентством з атомної енергії як «доза або потужність дози (або міра, що спостерігається, пов'язана з дозою або потужністю дози), що відноситься до всіх джерел, крім зазначеного (-их)». Таким чином, проводиться різниця між дозою, яка вже знаходиться в зазначеному місці і визначається тут як «фон», і дозою, отриманою від навмисне введеного та зазначеного джерела. Це важливо, тому що якщо виміри радіації виробляються від зазначеного джерела випромінювання, то існуючий фон може вплинути на цей вимір. Прикладом може бути вимірювання радіоактивного забруднення на фоні гамма-випромінювання, яке може збільшити загальні показання вище очікуваних від одиночного забруднення.
Однак, якщо джерело випромінювання не вказане як викликає підозри, то вимір загальної дози опромінення в певному місці зазвичай називається радіаційним фоном, і це зазвичай той випадок, коли потужність дози, що приходить з довкілля, вимірюється з екологічними цілями.

## Приклади потужності радіаційного фону
Радіаційний фон залежить від місця та часу. У таблиці наведено приклади:
| Джерело випромінювання                                    | Світ   | США   | Японія | Росія :c. 15—16                        | Зауваження |
| --------------------------------------------------------- | ------ | ----- | ------ | -------------------------------------- | --- |
| Вдихання повітря                                          | 1,26   | 2,28  | 0,40   | 2,0                                    | В основному від радону, залежить від накопичення газу в приміщенні.                                                                           |
| Споживання їжі та води                                    | 0,29   | 0,28  | 0,40   | 0,17 (40 K), 0,133 (їжа), 0,038 (вода) | (К-40, С-14 та ін. ) |
| Зовнішнє опромінення від радіонуклідів земного походження | 0,48   | 0,21  | 0,40   | 0,67                                   | Залежить від ґрунту та будівельних матеріалів                                                                                                 |
| Космічне випромінювання                                   | 0,39   | 0,33  | 0,30   | 0,339                                  | Залежить від висоти |
| Проміжний результат (природний)                           | 2,40   | 3.10  | 1,50   | 3,36                                   | Значні групи населення отримують 10–20 мЗв |
| Медичне                                                   | 0,60   | 3,00  | 2.30   | 0,62                                   | Світове значення не включає променеву терапію ; значення для США — це в основному комп'ютерна томографія та ядерна медицина.                  |
| Споживчі товари                                           | -      | 0,13  |        | -                                      | сигарети, авіаперельоти, будматеріали і т. д. буд.                                                                                            |
| Атмосферні ядерні випробування                            | 0,005  | -     | 0,01   | -                                      | Пік 0,11 мЗв 1963 року і з того часу знижується; рівень вище поряд із випробувальними полігонами                                              |
| Професійний вплив                                         | 0,005  | 0,005 | 0,01   |                                        | У середньому у світі лише робітників 0,7 мЗв, переважно через радону в шахтах; США в основному за рахунок медичних та авіаційних працівників. |
| Чорнобильська аварія                                      | 0,002  | -     | 0,01   | 0,006 (14 регіонів)                    | Пік 0,04 мЗв у 1986 році і з тих пір знижується; рівень вище поряд зі станцією                                                                |
| Ядерний паливний цикл                                     | 0,0002 |       | 0,001  |                                        | До 0,02 мЗв біля об'єктів; не включає професійне опромінення                                                                                  |
| Інший                                                     | -      | 0,003 |        |                                        | Промисловість, безпека, медицина, освіта та дослідження                                                                                       |
| Проміжний результат (штучний)                             | 0,6    | 3,14  | 2.33   |                                        | |
| Загальне                                                  | 3,00   | 6,24  | 3,83   | 3,98                                   | мілізіверт на рік |

## Природний радіаційний фон

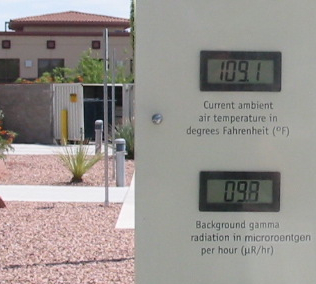
Метеостанція біля Музею атомних випробувань у Лас-Вегасі у спекотний літній день. Відображається рівень фонового гамма-випромінювання 9,8 мкР/год (0,82 мЗв/рік). Це дуже близько до середньосвітового фонового випромінювання 0,87 мЗв/рік від космічних та земних джерел.

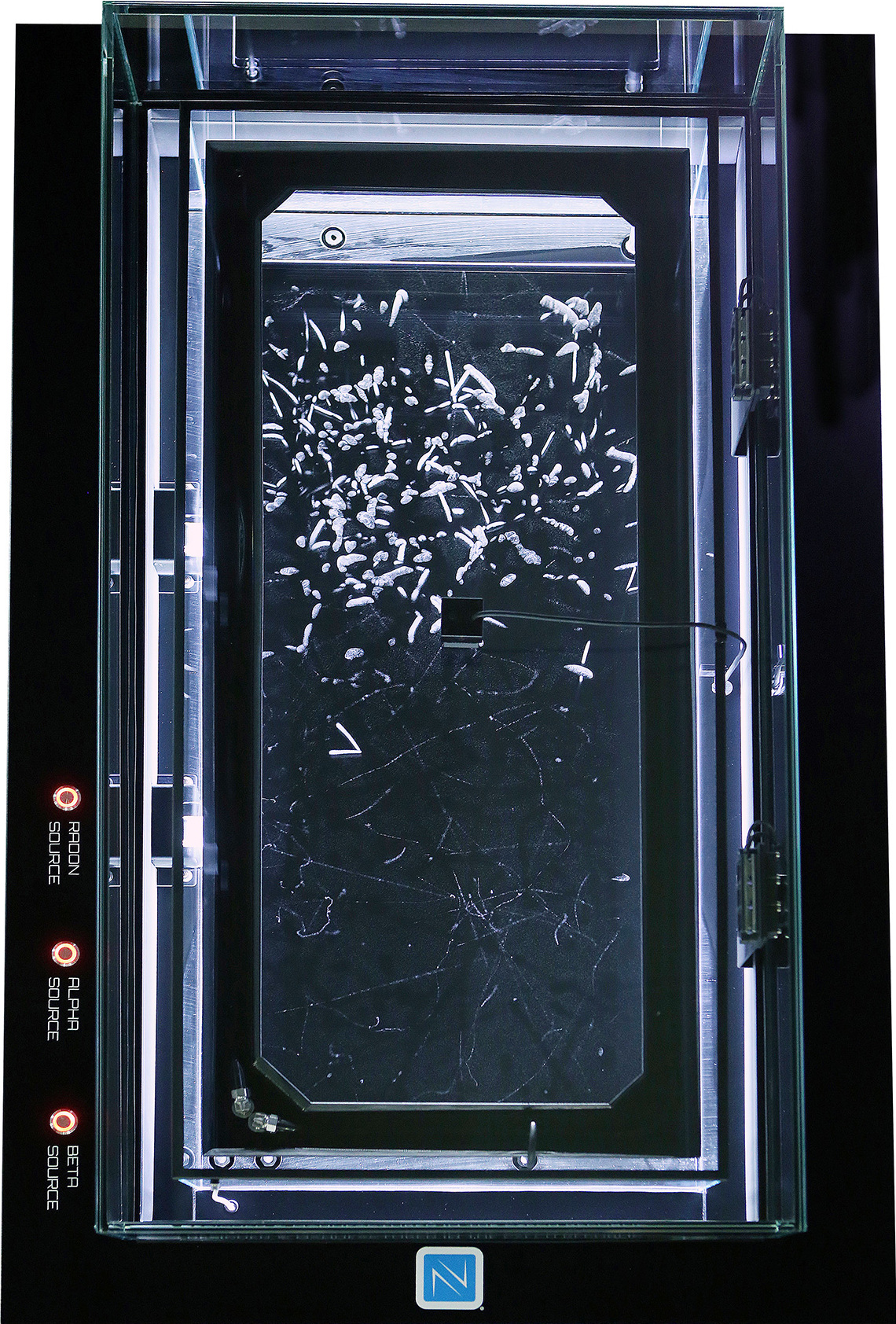
Камера Вільсона, використана першими дослідниками, які виявили космічні промені та іншу фонову радіацію. Їх можна використовувати для візуалізації радіаційного тла.

Радіоактивні матеріали зустрічаються всюди в природі, звідки вони природним чином, присутні в ґрунті, камінні, воді, повітрі та рослинності, потрапляють в організм. На додаток до цього «внутрішнього опромінення» люди також отримують «зовнішнє опромінення» від радіоактивних матеріалів, які знаходяться поза людським тілом, а також від космічного випромінювання. Середня в усьому світі природна доза для людини становить близько 2,4 мЗв на рік. Це вчетверо перевищує середній світовий рівень штучного опромінення, який у 2008 році склав близько 0,6 мЗв на рік. У деяких розвинених країнах, таких як США та Японія, штучне опромінення в середньому більше природного через ширший доступ до медичної візуалізації. У Європі середня експозиція природного фону країнами коливається від менше 2 мЗв (200 мбер щорічно у Сполученому Королівстві) до більше 7 мЗв (700 мбер щорічно для деяких груп людей у Фінляндії).

Вплив радіації від природних джерел — неминуча риса повсякденного життя як у роботі, і у громадських місцях. Це опромінення в більшості випадків мало або зовсім не турбує суспільство, але в певних ситуаціях необхідно враховувати введення заходів щодо охорони здоров'я, наприклад, при роботі з урановими та торієвими рудами та іншими радіоактивними матеріалами природного походження (NORM). В останні роки Агентство приділяє цим ситуаціям особливу увагу"
— Міжнародне агентство з атомної енергії.

### Космічна радіація

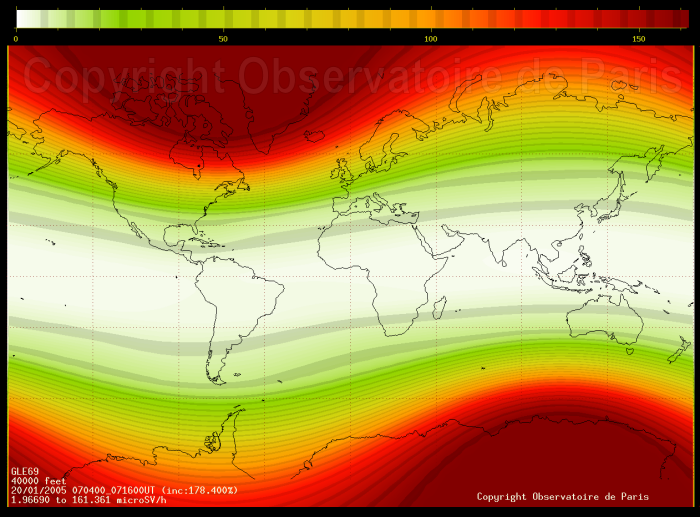
Оцінка максимальної дози радіації, отриманої на висоті 12 км 20 січня 2005 року після сильного сонячного спалаху. Дози виражені у мікрозівертах на годину.

## Штучне радіаційне тло

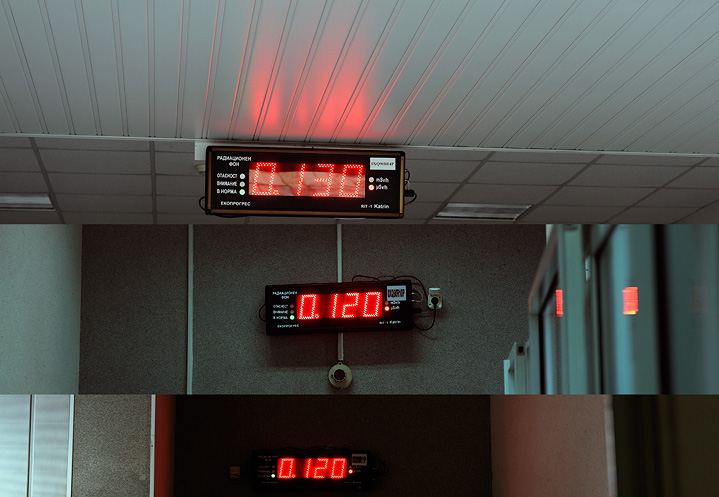
Дисплеї, що показують навколишні радіаційні поля 0,120-0,130 мкЗв/год (1,05-1,14 мЗв/год) на атомній електростанції. Це значення включає природний фон від космічних та земних джерел

### Атмосферні ядерні випробування

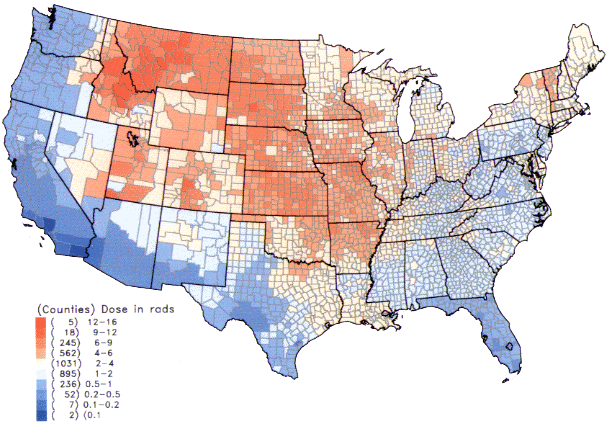
Дози в щитоподібій залозі на душу населення в континентальній частині США в результаті всіх способів опромінення внаслідок всіх ядерних випробувань в атмосфері, проведених на полігоні в Неваді в 1951—1962 рр.

^{14}C в атмосфері Нової Зеландії та Австрії. Крива для Нової Зеландії є репрезентативною для Південної півкулі, австрійська крива — для Північної півкулі. Атмосферні випробування ядерної зброї майже подвоїли концентрацію радіаційного фону ^{14}C у Північній півкулі.